# Rheinisches Landestheater Neuss

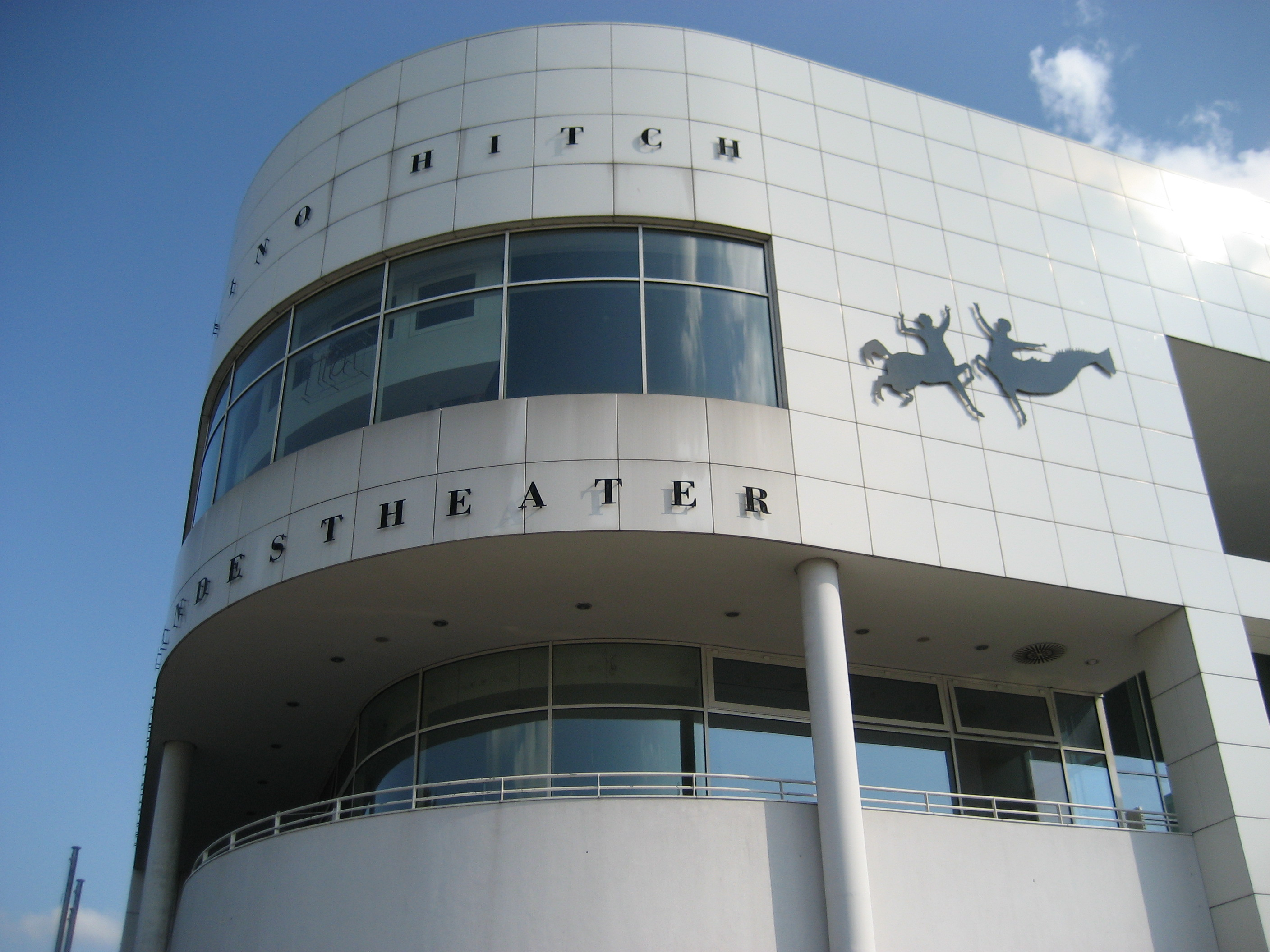
Rheinisches Landestheater in Neuss (2008)

Das Rheinische Landestheater ist das größte reisende Schauspieltheater in Nordrhein-Westfalen.

## Geschichte
Am 16. August 1925 wurde die Rheinische Städtebundtheater GmbH mit Sitz in Neuss gegründet. Mitglieder im Trägerverein waren neben der Sitzstadt Neuss die Gemeinden Buer, Kleve, Emmerich, Gladbeck, Kohlscheid, Stolberg sowie die Kunstgemeinde Lüdenscheid und der Landkreis Solingen. 1937 erfolgte die Umbenennung in „Rheinisches Landestheater“. Zum 30. Jubiläum des Theaters ließ die Stadt das Gebäude in der Drususallee errichten, das bis 2000 feste Spielstätte der Bühne blieb. 1981 fusionierte das Rheinische Landestheater mit dem Theater am Niederrhein Kleve, mit dem es zuvor schon kooperierte. Am 16. Dezember 2000 wurde die neue Spielstätte, im  „Horten-Haus“, an der Oberstraße eröffnet.
Die architektonische Gestaltung des Gebäudes mit Panoramafenstern und einer  Lichtdramaturgie wurde vom Ministerium für Bauen und Verkehr NRW und der Architektenkammer des Landes NRW 2005 als „vorbildlicher Bau des Landes“ ausgezeichnet. Kernstück des Hauses ist das Theater mit dem Schauspielhaus im ersten Obergeschoss. Der steil ansteigende Theatersaal bietet von allen seinen 443 Plätzen eine gute Sicht auf die Bühne. Das weitläufige Foyer des Theaters bietet einen  Blick auf die Stadt mit dem Quirinus-Münster. Dieser Raum ist nicht nur Pausenfoyer, sondern auch Veranstaltungsraum. Im Untergeschoss des Gebäudes befindet sich eine Studiobühne, die oft für kleinere und zeitgenössische Stücke sowie das Kinder- und Jugendtheater genutzt wird. Dort findet auch alljährlich das zentrale NRW-Vorsprechen deutschsprachiger Schauspielschulen statt. Seit 2000 ziert das 3 × 20 Meter große Acryl-Gemälde „Großer Seerosenteich“ des Künstlers Salomé das Foyer des Rheinischen Landestheaters. Schon ein Jahr zuvor hatte Salomé für das RLT Kostüme und Bühnenbild für die Inszenierung von Molières „Der Geizige“ entworfen.
Unter der Intendanz von Hermann Wetzke (1967–1978) und von Karl Wesseler (1978–1983) gaben unter anderem Eddie Arent, Lou van Burg, Heinz Drache, Klaus Havenstein, Karl Jahn, Günter Lamprecht, Bruni Löbel, Willy Millowitsch, Brigitte Mira, Peter Mosbacher, Christian Quadflieg, Edith Schneider, Herta Staal, Wolfgang Völz und Hanne Wieder Gastspiele. Von 1990 bis 1993 wirkte der spätere Dramatiker Lutz Hübner als Regisseur und Schauspieler am RLT.
Die deutsche Erstaufführung von Kisch/Haseks „Die Reise um Europa in 365 Tagen“ fand am Landestheater statt, ebenso die deutsche Erstaufführung von Clifford Odets „Familie Noah“, 
Peter P. Pachl führte bei der deutschen Erstaufführung von Lope de Vegas „Das prophetische Tier oder der gottgefällige Vatermörder St. Julian“ Regie. In Neuss haben unter anderem Thomas Matschoß, der zurzeit als Schauspieler und Autor am Hamburger Thalia-Theater engagiert ist, sowie Ulrich Mokrusch, der zur Spielzeit 2010/2011 am Stadttheater Bremerhaven das Amt des Intendanten übernimmt, ihre Karrieren als Schauspieler und Regisseure begonnen.

## Spielbetrieb
Landestheater erfüllen eine Doppelfunktion – zum einen bespielen sie in ihrer Stadt das eigene Haus, zum anderen gastieren sie in Städten und Gemeinden, die nicht über ein eigenes Ensemble verfügen. Der Kreis der Freunde und Förderer des Rheinischen Landestheaters steht seit 1988 an der Seite des Neusser Theaters, um dieses zentrale Stück Theaterkultur materiell wie ideell zu unterstützen und mit zu sichern. Zu diesem Zweck vergibt der Verein den Nachwuchs-Förderpreis für die herausragende Leistung eines Mitglieds des Theaters.
Das RLT bringt Inszenierungen an Orte in ganz NRW, gelegentlich auch außerhalb der Landesgrenzen. Ein wichtiger Schwerpunkt sind das Kinder- und Jugendtheater und die Theaterpädagogik. Das Ensemble besteht aus 17 Schauspielern.
Ab der Spielzeit 2024/25 wird das Theater von Marie Johannsen als Intendantin geleitet. Sie fungiert dabei als Doppelspitze mit dem Verwaltungsdirektor David Michalski, der dieses Amt seit der Spielzeit 2022/23 begleitet.

## Einzelbelege
1. ↑  Rheinisches Landestheater Neuss Kurzbeschreibung - KULTURpur. Abgerufen am 18. Juli 2021.